# Synagogenordnung

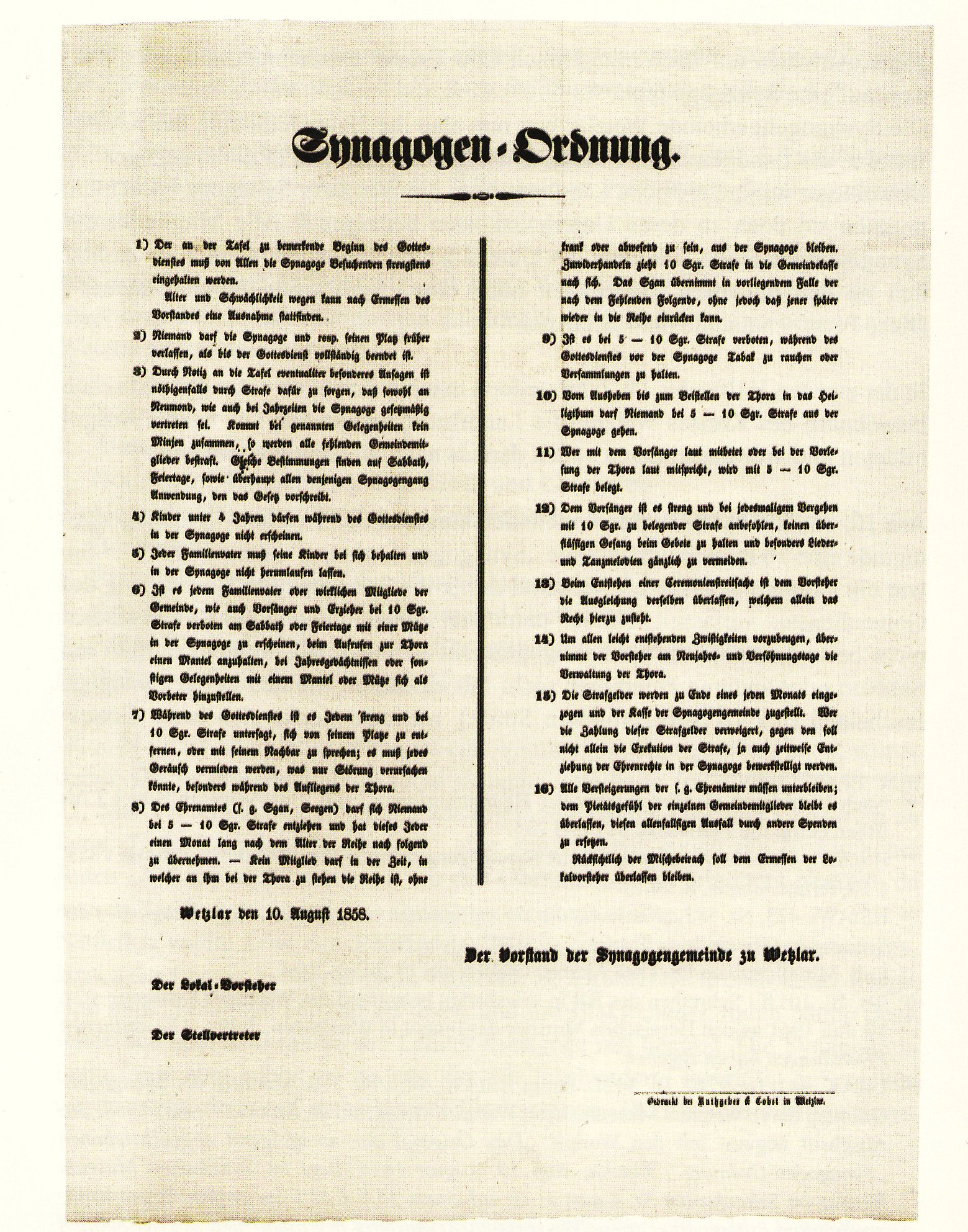
Synagogenordnung, Wetzlar 1858

Die Synagogenordnungen entstanden Ende des 18. und im 19. Jahrhundert und regelten das Verhalten der Mitglieder der jüdischen Gemeinden in Deutschland während des Gottesdienstes in der Synagoge.

## Geschichte
Die beginnende Emanzipation der Juden sowie die Forderungen der jüdischen Aufklärung scheinen Gründe für das Entstehen von Synagogenordnungen gewesen zu sein. Lange Zeit waren im traditionellen Gottesdienst lautes Rufen, fehlendes Ordnungsbewusstsein oder profane Elemente nicht als besonders störend empfunden worden. Auch die Versteigerung von Synagogenehren an den Meistbietenden war eher selbstverständlich. Ob die Feierlichkeit christlicher Gottesdienste einen Einfluss auf die Veränderungen jüdischer Traditionen hatte, ist schwer zu sagen. Beschwerden christlicher Nachbarn über störende Lautstärke während des jüdischen Gottesdienstes sind immer wieder aktenkundig gemacht worden. Auch wenn bis heute keine Übersicht über die unzähligen Synagogenordnungen vorhanden ist, so kann man doch feststellen, dass eine jüdische Gemeinde nach der anderen im 19. Jahrhundert eine Synagogenordnung einführte. Dies galt sowohl für konservative als auch eher reformerisch orientierte Gemeinden. Mit der schriftlichen Fixierung und offiziellen Einführung einer Synagogenordnung durch den von der jüdischen Gemeinde gewählten Synagogenrat konnten Streitigkeiten beendet oder deren Entstehen bereits verhindert werden.

## Synagogenordnung von Altdorf
Die Synagogenordnung aus Altdorf, datiert vom 26. März 1868, ist nachfolgend als Beispiel einer Synagogenordnung angeführt, wie sie nahezu in allen deutschen jüdischen Gemeinden aufgestellt wurden.
1. Während des Gottesdienstes ist das Verweilen vor der Synagoge strenge untersagt.
2. Während desselben hat jeder Anwesende eine anständige und ehrfurchtsvolle Stellung zu beobachten.
3. Jede Störung der Andacht wird strenge geahndet.
4. Das Erscheinen in Pantoffeln beim Gottesdienste ist untersagt.
5. Das störende Thürenzuschlagen, sowie das unanständige Auftreten oder Treten beim Eingehen in die Synagoge ist untersagt.
6. Derjenige welcher kommt, nach dem man schon Nischmat  gesagt, hat bei der Thüre stehen zu bleiben und darf nicht weiter, als biß zu den Schülerbänken vorwärts gehen.
7. Das Eingehen während die Thora vorgelesen wird, ist untersagt.
8. Am Sabbath (Festtagen, Halbfeiertagen, Chol HaMoed, Erew Rosch ha-Schana und Erew Jom Kippur) hat jeder Verehelichte, der dem Gottesdienste anwohnen will, das Haupt mit schwarzem Cylinderhut bedeckt, zu erscheinen (zu betreten).
9. Es darf kein hiesiger auf einem Synagogenplatz stehen, den er nicht gekauft oder gemiethet hat, wenn er nicht spezielle Erlaubniß von dem Eigenthümer vorweisen kann. Ausnahmen machen hiervon: des Vaters Platz für den Sohn, der des Sohnes für den Vater und Bruder.
10. Kinder die noch nicht schulpflichtig sind und Mädchen die noch nicht geläufig im Gebetbuche lesen können, ist der Besuch am Gottesdienste untersagt. Allen Kindern überhaupt aber ist der Eintritt in die Frauensynagoge nicht gestattet.
11. Derjenige, welcher beim Aufrufen zur Thora etwas spenden will, hat ausdrücklich zu bestimmen, wie viel und zu welcher Kasse er gelobt. Sollte er Letzteres nicht ausdrücklich bestimmen, so fließt solche Spende in die Armenkasse.
12. Das Ablegen des Talith sowie das Entfernen von seinem Platze vor völliger Beendigung des Gottesdienstes ist untersagt.

## Bekannte Synagogenordnungen
- Synagogenordnung, Jever 1780
- Synagogenordnung, Eltville am Rhein 1787
- Synagogenordnung, Oerlinghausen 1803
- Statuten für die innere Ordnung der Synagoge in München, 23. Mai 1825[1]
- Synagogenordnung, Lichtenau (Baden) 1856[2] bei Alemannia Judaica
- Synagogenordnung, Soest 1856
- Synagogenordnung, Hildesheim 1858
- Synagogen-Ordnung, Wetzlar 1858
- Synagogen-Ordnung für die israelitischen Religions-Gemeinden des Kreises Alsfeld, Alsfeld 1859
- Synagogenordnung, Mingolsheim 1882
- Synagogenordnung, Castrop 14. Januar 1911
- Synagogen-Ordnung, Bigge 2. April 1911